# Ceretto Lomellina
Ceretto Lomellina – miejscowość i gmina we Włoszech, w regionie Lombardia, w prowincji Pawia.
Według danych na rok 2004 gminę zamieszkiwało 211 osób, 30,1 os./km².